# Merla roquera emmascarada
La merla roquera emmascarada (Monticola cinclorhyncha) és una espècie d'ocell de la família dels muscicàpids (Muscicapidae) Es troba al subcontinent indi. Nidifica als contraforts de l'Himàlaia i hiverna als boscos de turons del sud de l'Índia. El seu estat de conservació es considera de risc mínim.